# Chayofa
Chayofa es una de las entidades de población que conforman el municipio de Arona, en la isla de Tenerife —Canarias, España—.

## Toponimia
La entidad toma su nombre del Morro Chayofa, elevación montañosa de la zona. El término Chayofa es de procedencia guanche, significando según algunos autores 'flujo, torrente'.

## Características
Se encuentra completamente rodeada por la localidad de La Camella, situándose a unos 5 kilómetros al suroeste de la capital municipal y a una altitud media de 260 m s. n. m.
Se trata de una localidad formada por urbanizaciones residenciales, contando con algunos espacios hoteleros. Aquí se ubica el centro de salud El Mojón, encontrándose asimismo en esta zona el futuro Hospital del Sur. También se halla aquí la Iglesia Evangélica de Lengua Alemana.

## Demografía
| Año        | 2000 | 2001 | 2002 | 2003 | 2004 | 2005 | 2006 | 2007 | 2008 | 2009 | 2010 | 2011 | 2012 | 2013 | 2014 |
| ---------- | ---- | ---- | ---- | ---- | ---- | ---- | ---- | ---- | ---- | ---- | ---- | ---- | ---- | ---- | ---- |
| Habitantes | 656  | 812  | 959  | 1114 | 1058 | 1268 | 1487 | 1577 | 1755 | 1854 | 1921 | 1676 | 1746 | 1893 | 1854 |

## Comunicaciones

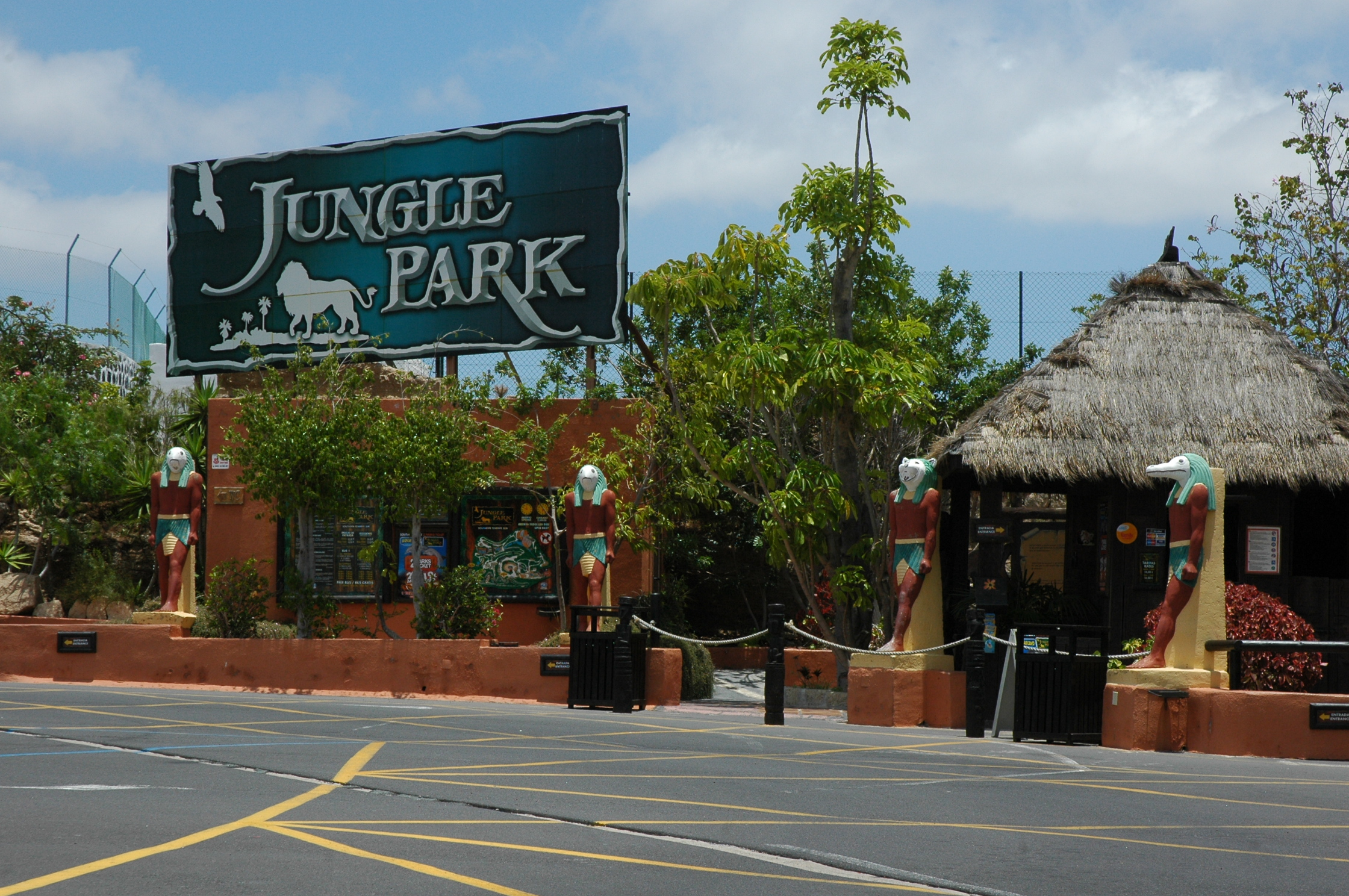
Entrada al parque zoológico Jungle Park ubicado en la localidad.

### Transporte público
Chayofa cuenta con paradas de taxis en el Parque Las Águilas del Teide y junto al Centro de Salud de El Mojón.
En autobús —guagua— queda conectado mediante las siguientes líneas de TITSA:
| Línea | Trayecto                                          | Recorrido     |
| ----- | ------------------------------------------------- | ------------- |
| 342   | Costa Adeje - Las Cañadas del Teide - El Portillo | Horario/Línea |
| 480   | Arona - Los Cristianos (por La Camella)           | Horario/Línea |
| 482   | Los Cristianos - Vilaflor (por Arona)             | Horario/Línea |

## Lugares de interés
- Apartahotel Chayofa Country Club***
- Hospital del Sur
- Hotel Estefanía****
- Hotel Regency Country Club*****
- Parque Las Águilas del Teide Jungle Park